# BMW na dirkah britanskega prvenstva turnih avtomobilov (BTCC)
Britansko prvenstvo turnih avtomobilov, angl. British Touring Car Championship (BTCC), je prvič potekalo 7. aprila 1958 na dirkališču Brands Hatch pri Swanleyu, Anglija. Tekmovanje se je najprej imenovalo British Saloon Car Championship, ki pa se je l.1987 preimenovalo v British Touring Car Championship. Dirke potekajo večinoma na angleških dirkališčih.
- Sezona 1984:

BMW je nastopal z dirkalnikom BMW 635 CSi in z angleškim dirkačem Jamesom Weaverjem zmagal na eni dirki prvenstva na dirkališču Oulton Park pri Winsfordu, Anglija.
- Sezona 1985:

Tekmovali so z dirkalnikom BMW 635 CSi in z angleškim dirkačem Frankom Sytnerjem zmagali na eni dirki prvenstva na dirkališču Silverstone, Anglija.
- Sezona 1986:

V tej sezoni so zmagali z dirkalnikom BMW 635 CSi in angleškim dirkačem Mikom Newmanom na eni dirki prvenstva na dirkališču Thruxton Circuit, Anglija.
- Sezona 1987:

Dirkač Mike Newman je zmagal na eni dirki prvenstva z dirkalnikom BMW 635 CSi v razredu A (prostornina nad 2500 cm³). Dirkač Frank Sytner pa je zmagal na treh dirkah prvenstva z dirkalnikom BMW M3 v razredu B (prostornina od 2001 do 2500 cm³).
- Sezona 1988:

Tekmovali so z dirkalnikom BMW M3 in zmagali na dvanajstih dirkah prvenstva v razredu B. Enajstkrat je zmagal dirkač Frank Sytner, ki je na koncu prvenstva postal skupni prvak. Enkrat pa je zmagal avstrijski dirkač Roland Ratzenberger. BMW je osvojil konstruktorski naslov prvaka.
- Sezona 1989:

Tudi v tej sezoni so nastopili z dirkalnikom BMW M3 in zmagali na vseh trinajstih dirkah prvenstva v razredu B. Enajstkrat je zmagal James Weaver, dvakrat pa Frank Sytner.
- Sezona 1990:

Z dirkalnikom BMW M3 so tekmovali v razredu B (2 litrski turni avtomobili) in zmagali na devetih dirkah prvenstva. Petkrat je zmagal dirkač Frank Sytner, dvakrat je zmagal angleški dirkač Kurt Luby in po enkrat švedski dirkač Nettan Lindgren Jansson in anglež Kelvin Burt.
- Sezona 1991:

Tekmovali so z dirkalnikom BMW M3 in zmagali na osmih dirkah prvenstva. BMW je osvojil konstruktorski naslov skupno, angleški dirkač Will Hoy pa je postal skupni prvak med dirkači.
- Sezona 1992:

BMW je z dirkalnikom BMW 318is tekmoval v razredu M (proizvajalci) in z angleškim dirkačem Timom Harveyem zmagal na šestih dirkah prvenstva, ki je postal skupni prvak med dirkači. BMW pa je osvojil konstruktorski naslov prvaka.
- Sezona 1993:

Z dirkalnikom BMW 318i in ekipo BMW Motorsport Team so zmagali na osmih tekmah prvenstva. Joachim Winkelhock je zmagal petkrat, ki je na koncu postal skupni prvak med dirkači, angleški dirkač Steve Soper pa je zmagal trikrat. BMW je spet osvojil konstruktorski naslov prvaka.
- Sezona 1994:

Z ekipo BMW Motorsport Team Schnitzer in dirkalnikom BMW 318i so zmagali na petih dirkah prvenstva.
- Sezona 1996:

Z prenovljeno ekipo BMW Team Schnitzer in dirkalnikom BMW 320i so zmagali na petih dirkah prvenstva.
- Sezona 2007:

Tekmovali so z dirkalnikoma BMW 320si v razredu S2000 (Super 2000) in zmagali na šestih dirkah prvenstva.
- Sezona 2008:

Z dirkalnikoma BMW 320si so tekmovali v razredu S2000 in zmagali devetkrat v prvenstvu.
- Sezona 2009:

Z novima dirkalnikoma BMW 320si E90, razred S2000, so zmagali na desetih dirkah prvenstva. Severnoirski dirkač Colin Turkington je postal prvak med dirkači skupno, BMW pa je osvojil konstruktorski naslov prvaka.
- Sezona 2010:

Z dirkalnikom BMW 320si, razred S2000, so zmagali na dveh dirkah prvenstva.
- Sezona 2012:

V tej sezoni so zmagali trikrat z angleškim dirkačem Robom Collardom, ki je vozil dirkalnik BMW 320si v razredu S2000.
- Sezona 2013:

BMW je predstavil nov dirkalnik BMW 125i M Sport in nastopal v razredu NGTC (Next Generation Touring Car). Zmagali so na petih dirkah prvenstva z dirkačem Colinom Turkingtonom.